# 2912 Лапалма
2912 Лапалма (2912 Lapalma) — астероїд головного поясу, відкритий 18 лютого 1942 року.
Тіссеранів параметр щодо Юпітера — 3,586.